# Bunna Ebels-Hoving
Bunna Ebels-Hoving (Den Haag, 25 augustus 1932 – Groningen, 4 juli 2022) was een Nederlands historica en mediëviste. 

## Biografie
Hoving studeerde in de jaren vijftig van de twintigste eeuw geschiedenis in Groningen. Ze trouwde met de latere hoogleraar Neuropathologie Ebel Ebels (1931-1999). Na haar afstuderen werkte ze enige tijd als lerares in Groningen en vervolgens – met enkele onderbrekingen – aan de Rijksuniversiteit Groningen, waar ze in 1971 bij A.G. Jongkees promoveerde op het proefschrift Byzantium in westerse ogen 1096-1204. Later ontwikkelde zij zich tot een specialist op het gebied van de laatmiddeleeuwse historiografie. Zij publiceerde boeken over Erasmus, over Floris V en over geschiedtheoretische thema's als periodisering. Zij was als universitair hoofddocent verbonden aan haar alma mater.
In 2010 verschenen haar geschiedkundige memoires onder de titel Geschiedenis als metgezel : confrontaties met een vak, 1950-2010.